# Club Atlético Olimpia
O Club Atlético Olimpia é um clube esportivo uruguaio com sede no bairro Villa Colón, na zona noroeste da cidade de Montevidéu. Foi fundado em 17 de setembro de 1918.
Seu principal esporte é o basquetebol, embora também participe de torneios de caratê, ginástica artística, judô, natação, polo aquático e voleibol. Foi o primeiro clube de basquetebol a conquistar o título de campeão sul-americano em 1946, em um campeonato realizado na cidade de Buenos Aires, na Argentina. No cenário nacional, ganhou oito vezes o Campeonato Federal.

## Títulos
| Internacionais           | Internacionais | Internacionais                            | Internacionais |
| Competição               | Títulos        | Temporadas                                |                |
| ------------------------ | -------------- | ----------------------------------------- | -------------- |
| Campeonato Sul-Americano | 1              | 1946                                      |                |
| Nacionais                |                |                                           |                |
| Competição               | Títulos        | Temporadas                                |                |
| Campeonato Nacional      | 1              | 1923                                      |                |
| Campeonato Federal       | 7              | 1928, 1929, 1946, 1965, 1970, 1971 e 1972 |                |